# Manchester (Virginia)
Manchester è un census-designated place (CDP) degli Stati Uniti d'America, situato nello stato della Virginia, nella contea di Chesterfield. Secondo il censimento del 2020 gli abitanti di Manchester ammontavano a 12 129.
Non bisogna confonderla con l'omonimo quartiere della città di Richmond.